# Жиромон (Мёрт и Мозель)
Жиромо́н (фр. Giraumont) — коммуна во французском департаменте Мёрт и Мозель, региона Лотарингия. Относится к  кантону Конфлан-ан-Жарнизи.	

## География

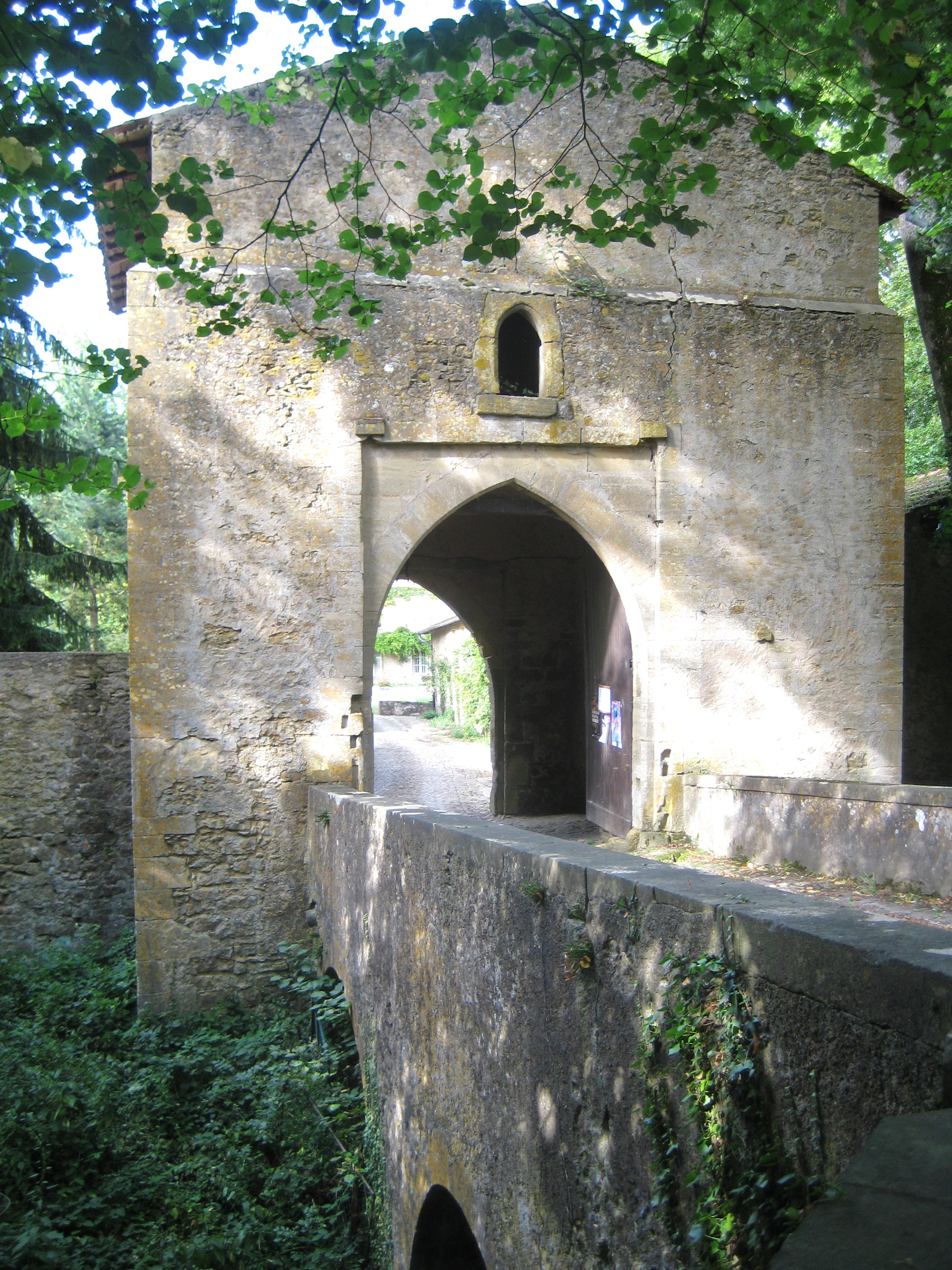
Замок Тишмон.

Фриовиль расположен в 20 км к западу от Меца и в 60 км к северо-западу от Нанси. Стоит на берегу реки Орна. Соседние коммуны: Жарни на юго-западе, Лабри и Конфлан-ан-Жарнизи на западе.

## Демография
Население коммуны на 2010 год составляло 1237 человек.
| 1962 | 1968 | 1975 | 1982 | 1990 | 1999 | 2010 |
| ---- | ---- | ---- | ---- | ---- | ---- | ---- |
| 2064 | 1826 | 1509 | 1186 | 1137 | 1173 | 1237 |